# Construcciones y Auxiliar de Ferrocarriles
Pour les articles homonymes, voir CAF.
 (juillet 2010).
Si vous disposez d'ouvrages ou d'articles de référence ou si vous connaissez des sites web de qualité traitant du thème abordé ici, merci de compléter l'article en donnant les références utiles à sa vérifiabilité et en les liant à la section « Notes et références ».
Construcciones y Auxiliar de Ferrocarriles (CAF) est un constructeur ferroviaire basque espagnol dont le siège se trouve à Beasain, au Pays basque. Le matériel fabriqué par CAF comprend des Automotrices, des autorails, des wagons, des voitures de chemin de fer et des locomotives, ainsi que des essieux à écartement variable.

## Historique

### Les origines de l'entreprise
Le 13 mars 1901, la Sociedad Española de Construcciones Metálicas ou SECM est créé à Bilbao. Cette société anonyme au capital de 12 500 000 pesetas, création du deuxième marquis d'Urquijo possède plusieurs usines à Linares, Gijón, Bilbao et Madrid.
En 1902, elle rachète la fabrique de Beasain et décide de la spécialiser dans la construction de wagons et matériel roulant divers pour les chemins de fer. L'usine est complètement reconstruite à partir du 3 juillet 1902, et fonctionne à nouveau normalement en 1905. Le nouveau complexe est baptisé Fabrica de Vagones de Beasain (FVB). La FVB reçoit sa première commande le 1er février 1905, avec un lot de 10 wagons-trémies à charbon pour la Sociedad de Gasificación Industrial de Madrid. Dès lors, les commandes affluent, aussi bien de la part des sociétés de chemins de fer que de la part de sociétés minières. La FVB sort son millième wagon le 18 août 1907, son deux-millième le 28 juin 1908...
En 1910, l'entreprise fabrique ses premiers bogies. Pourtant, les capacités de l'usine semblent vite disproportionnées face à un marché espagnol rapidement saturé. Les grandes compagnies rechignent à renouveler leur matériel. Les chemins de fer secondaires, jusqu'alors en pleine expansion, traversent une crise financière. Si la production est en baisse, les résultats financiers sont bons. Comme beaucoup de sociétés espagnoles, la FVB a émis des obligations remboursables en pesetas ou en francs, et la dévaluation de la monnaie française survenue en 1912/1923 permet d'amortir la plupart des titres aux meilleures conditions. Cette dévaluation a les mêmes effets sur les compagnies de chemin de fer, et les commandes reprennent. 2 652 wagons et 128 voitures sortent des usines de Beasain pour la seule année 1913. La situation ne dure pas.
1914 voit à nouveau un recul des commandes, et le directeur de l'usine, José de Orueta, en est réduit à demander l'assistance du gouvernement. En supprimant la concurrence européenne, la première guerre mondiale constitue un age d'or pour l'économie d'une Espagne restée neutre dans le conflit. Investissements et commandes se multiplient. La FVB en profite largement, et construit du matériel en grande quantité pour la France, la Belgique ou le Portugal. L'usine emploie alors près de 1 800 ouvriers. Les commandes à destination de la France se multiplient. Mais elles comprennent des clauses prévoyant d'importantes pénalités en cas de retard. Comme la société accepte trop de contrats et qu'elle ne peut plus tenir ses délais, les pénalités s'accumulent.
En 1916, la FVB doit déjà 14 millions de pesetas au gouvernement français. Le risque est grand de voir l'entreprise passer sous contrôle français.
Pour couper court à ce danger, les dirigeants de la SECM décident de séparer la gestion de la FVB des autres activités de l'entreprise. Une nouvelle société est donc créée le 4 mars 1917 : la Compañia Auxiliar de Ferrocarriles ou CAF. Les dirigeants sont en grande partie issus de l'ancienne société : Luis Urquijo est président, Valentin Ruiz vice-président..

### Modernisation et développement
L'une des premières préoccupations des nouveaux dirigeants est d'augmenter la productivité et de réduire les coûts de fonctionnement. 1917 est consacré à la modernisation de la fonderie. La section roulement est équipée d'un nouveau four Siemens-Martin permettant de se passer des fournisseurs d'acier habituel, Naval et AHV à qui l'on reprochait de nombreuses malfaçons.
Le nombre d'employés est ramené à 1 200 en 1918. Disposant d'installations plus modernes, la société se tourne vers d'autres marchés : au début des années 1920, les premiers essieux pour locomotives à vapeur sortent des ateliers. La CAF construit ses premières locomotives électriques en 1924. Profitant d'une série de lois ultra-protectionnistes qui la met à l'abri de la concurrence étrangère, la CAF développe de nouveaux produits et commence à fabriquer des trucks type Brill pour tramways ou des wagons à grande capacité (45 tonnes) en tôle emboutie (des modèles de ce type, de 15 mètres de long, sont fournis au Norte et au MZA.
Les liens avec la SECM sont définitivement rompus en juillet 1921. Le président de la société Urquijo, qui exerce par ailleurs le métier de banquier, rachète progressivement les actions de la société encore en des mains étrangères, principalement françaises. L'opération est terminée en 1925.
En 1930, la CAF se dote d'un nouvel atelier destiné à la fabrication de roues monoblocs, chose inconnue en Espagne jusqu'alors. La CAF remporte sa première commande pour des roues de ce type en Argentine, où elle était pourtant en concurrence avec des firmes américaines et allemandes.
L'exercice 1929 est l'un des meilleurs qu'ait connus la firme. Elle fournit cette année-là un total de 7 locomotives électriques, 91 voitures et 1 670 wagons de différents types, pour une somme de 50 millions de pesetas. Mais de nombreuses menaces se profilent à l'horizon, et il faudra attendre 1950 pour retrouver de tels résultats. Les troubles politiques consécutifs à la proclamation de la deuxième république et la crise économique mondiale ont des effets dévastateurs : de 1931 à 1936, l'usine ne produira qu'un total de 675 wagons. En 1934, pour la première fois, la CAF participe à la construction d'autorails destinés au MZA. mais son rôle se limite au montage des caisses. La CAF cherche à se diversifier et commence à fabriquer du matériel agricole ou des pièces d'autobus. Les tentatives d'ouverture sur des marchés extérieurs, malgré quelques contrats en Argentine et en Uruguay, sont autant d'échecs.

### Guerre et isolement
La CAF ferme ses portes dès le coup d'État raté du 18 juillet 1936, mais Beasain tombe entre les mains des franquistes le 27 juillet, ce qui provoque l'exode de la majeure partie de la population. Placée sous commandement militaire, la CAF reprend ses activités le 4 août et fabrique essentiellement du matériel militaire : bombes aériennes et grenades.
Lorsque la guerre civile se termine en 1939, il faut reconstruire le réseau ferré. La Seconde Guerre mondiale pousse l'Espagne à rechercher l'autosuffisance en matière de fournitures, et l'industrie locale a une carte à jouer. En 1940, la CAF crée des ateliers à Irun, principalement destinés aux réparations. L'année suivante, des ateliers sont également créés à Madrid.
En 1947, la CAF commence à entrer dans le capital de la société MMC (anciennement Carde y Escoriaza) de Saragosse. La production totale de l'entreprise, pour la période 1939-1950, s'élève à 6 042 wagons, 85 voitures et à la réparation de plus de 16 000 véhicules.

### Développement à l'international
Dans les années 2000, le groupe se développe à l'international pour conquérir de nouveaux marchés, notamment en Amérique. De nouvelles usines sont ouvertes aux États-Unis (Elmira), au Mexique (Huehuetoca) et au Brésil (Hortolândia). En 2008, CAF acquiert le département ferroviaire du constructeur français Soulé basé à Bagnères-de-Bigorre. CAF réalise désormais près de 80 % de son chiffre d'affaires hors d'Espagne.
En 2019, elle s'est engagée dans un litige qui affecte son image de marque. En tant que membre d'un consortium, JNET a remporté, avec l'entreprise israélienne Shapir Engineering and Industry, un appel d'offres lancé par les autorités d'occupation israéliennes pour la construction et l'extension de lignes de métro léger et la fourniture d'équipements ferroviaires entre Jérusalem et les colonies voisines, en violation de la quatrième convention de Genève. Shapir figure quant à elle sur la liste des entreprises qui bénéficient de l'occupation dans les territoires palestiniens occupés, comme l'a dénoncé le Conseil des droits de l'homme des Nations unies.
Le 24 novembre 2021, CAF annonce la reprise les plateformes ferroviaires Coradia Polyvalent de l'usine Alstom de Reichshoffen, en France (Alsace) ainsi que du transfert de la propriété intellectuelle et de 25% des ingénieurs du site berlinois de Hennigsdorf (Berlin) pour les Talent 3, à la suite des exigences de la Commission européenne pour valider la fusion d'Alstom et de Bombardier. Ce rachat s'est fait aux dépens de l'autre candidat le tchèque Škoda Transportation. Le transfert sera effectif à compter du second semestre 2022.

## Produits

### Tramways
- CAF Urbos

### Métros
- CAF Boa
- CAF M7

### Trains de banlieue
- Civity Duo

### Trains grandes lignes
- Confort200

## Contrats remportés par l'entreprise
CAF a livré du matériel roulant à plusieurs réseaux des États-Unis : le MTR, le métro de Washington, la Port Authority Transit à Pittsburgh (Pennsylvanie), ainsi que le Sacramento Regional Transit. Parmi ses derniers clients figure la compagnie nationale irlandaise, Iarnród Éireann.
CAF a également fournit le matériel roulant pour plusieurs lignes à grande vitesse de Turquie, appelée localement Yüksek Hizli Tren, dont la première mise en service début 2009, avec la LGV Istanbul-Ankara suivie de la LGV Ankara-Konya et de la LGV Eskişehir-Konya.
En février 2004, la Renfe commande pour un montant de 580 millions d'euros, à un consortium regroupant CAF et Alstom, 45 rames automotrices électriques bicourant (alternatif 25 kV AC/continu 3kV) à écartement variable pour les services régionaux à 250 km/h, à livrer entre octobre 2006 et mai 2009.
Le 24 août 2005, CAF obtient la concession de 30 ans pour la fourniture du matériel roulant et l'exploitation du Ferrocaril suburbano de la zona metropolitana de México dans le District fédéral mexicain.
En 2007, CAF produit également les nouvelles rames de métro Boa de la STIB pour le réseau métro de Bruxelles. 21 rames de ce type seront livrées finalement.
CAF a livré 14 rames du métro d'Alger dont la mise en service est effective depuis le 1er novembre 2011.
À l'été 2016, la STIB repasse commande auprès de l'espagnol CAF. Le constructeur fournira 43 rames de métro supplémentaires pour le réseau de métro de Bruxelles à l'horizon 2019 pour un coût de 353 millions d'euros. Celles-ci viendront renforcer le réseau, en surcapacité, et remplacer les anciennes rames, vieillissantes.
La société LuxTram (tramway de Luxembourg ville) possède du matériel roulant de type Urbos ayant la particularité d’avoir des sections non alimentées.
CAF a été sélectionné en septembre 2018 au travers d’un partenariat public-privé à l'intérieur du consortium Tram’Ardent (CAF, Colas, DIF) pour construire la première ligne du tramway de Liège. Pour ce projet clé en main, CAF livrera 20 rames Urbos, les systèmes de signalisation, de télécommunications, d’énergie et participera aux opérations de maintenance du système pendant la durée du contrat PPP. La mise en service est prévue à l’automne 2022.
En France, CAF a gagné plusieurs contrats : les tramways de Besançon, Nantes et Saint-Étienne ou encore les rénovations des MI2N Altéo du RER A parisien et des rames MPL85 du métro de Lyon. Ces opérations ont été réalisées dans l'ex-usine CFD/Soulé de Bagnères-de-Bigorre (Hautes-Pyrénées).
Le 24 octobre 2019, CAF a remporté l'appel d'offres lancé par la SNCF pour la fourniture de 28 rames Intercités. Ces nouveaux trains grandes lignes baptisés Oxygène, (anciennement appelée Confort200) et fabriqués à Reichshoffen (Usine ferroviaire de Reichshoffen), dans le Bas-Rhin,en Alsace et à Beasain (Pays basque espagnol), équiperont les lignes Paris - Clermont-Ferrand et Paris-Orléans-Limoges-Toulouse.